# ジェフ・ハーディー
ジェフ・ハーディー（Jeffrey Nero Hardy、1977年8月31日 - ）は、アメリカ合衆国の男性プロレスラー。ノースカロライナ州キャメロン出身。
兄のマット・ハーディーもプロレスラーである。WWEグランドスラム達成者の一人。

## 来歴

### キャリア初期
レスラーとしてのキャリア初期は兄と共に歩んでいる。ドリー・ファンク・ジュニアの元でプロレスラーとしての基礎トレーニングを積んだ後、1993年、ECWFにてマットとの兄弟対決で共にプロレスラーデビューを果たす。
WWF（後のWWE）とは、1994年、1996年に契約のチャンスがあったものの契約に至らなかった。その間、マットがプロデュースする、OMEGA（Organization Of Modern Extreme Grappling Arts）などのインディー団体で活動を行っていた。
WWFとの契約直前の1998年6月にマスクマンのザ・ウィローとして格闘探偵団バトラーツに初来日。6月14日、空位であったUWA世界ミドル級王座決定戦を日高郁人と行い勝利。第31代王者となる。

### WWF / WWE

#### 1998年 - 2003年
1998年に兄弟ともにWWFと契約。初期はジンクス・ブラザーズという覆面レスラーのタッグチームで出場していたがまったく成功せずフェードアウト。以降ハーディー・ボーイズとしてタッグ戦線で世界タッグ王座を5回獲得する活躍をしている。2001年4月10日のSmackDown!にて、トリプルHを破り、当時の最年少記録でIC王座を獲得している。しかし、翌週トリプルHに敗れ、わずか一週間で王座から陥落してしまった。最年少での王座獲得や、相手がトップヒールのトリプルHだったこともあり、本人もこの勝利には思い入れが強い。兄弟でのタッグチーム活動は2002年まで続くことになる。
2002年、ハーディー・ボーイズはRAWデビュー直後のブロック・レスナーの最初の抗争相手を務めたが、レスナーをプッシュするためのジョバーとも言うような役回りであった。ジェフは4月21日に行われたBacklash 2002でレスナーのTVマッチデビュー戦の相手をするも、パワーボムの連発をくらい敗退した。レスナーとの抗争が終わると、ハーディー・ボーイズは前年からの遺恨が残るジ・アンダーテイカーに絡むようになる。7月1日のRAWで行なわれたジ・アンダーテイカーとのラダー・マッチ形式のWWE王座戦は、ジェフのキャリアにおいて、自他共に認めるベストバウトと言う程の高評価を得た。この試合をきっかけにジェフはシングルでの試合が多くなり、2002年7月8日ウィリアム・リーガルからWWE欧州王座を奪うなど活躍した。ジェフが活躍が増えるにつれマットの活躍が少なくなり、それに嫉妬したマットがジェフを裏切りSmackDown!へ移籍、ハーディー・ボーイズは解散した。
2003年、シングルでトリッシュ・ストラタスとのストーリーが展開中であったが、4月22日にWWEを解雇された。解雇の原因は、表向きはバンド活動に専念したいとWWEに訴えが却下され対立したとの発表があったが、実際は精神的に追い詰められドラッグに手を出しリハビリも断ったために解雇されたのが真相である。

### TNA

#### 2004年 - 2006年
WWE解雇後はROHへ参戦し、後に2004年7月から自身のバンドPeroxwhy?genの宣伝の一環としてTNAに所属する。TNAでは、Xディヴィジョン戦線のレスラーとして活動していたが、ジェフ・ジャレットとのヘビー級王座をめぐる抗争ではラダーマッチや、アビスとの抗争では画鋲の上に落とされたりとかなり激しいハードコアマッチもこなした。TNA内でのジェフの人気は高く、彼のグッズの売上はTNA所属レスラーの中でも常に上位にあった。
ちなみに、ROH参戦当初は相変わらず治らない遅刻癖と、レスリングよりバンドを選ぼうとしてWWEを解雇されたことから非常に嫌われており、「We want Matt!（マットを出せ!）」と激しいブーイングを受けていた。一方でマットはWWE在籍時ジェフを妨害する形でヒールターンしていたため、「We want Jeff!（ジェフを出せ!）」とヤジられていた。

### WWE

#### 2006年

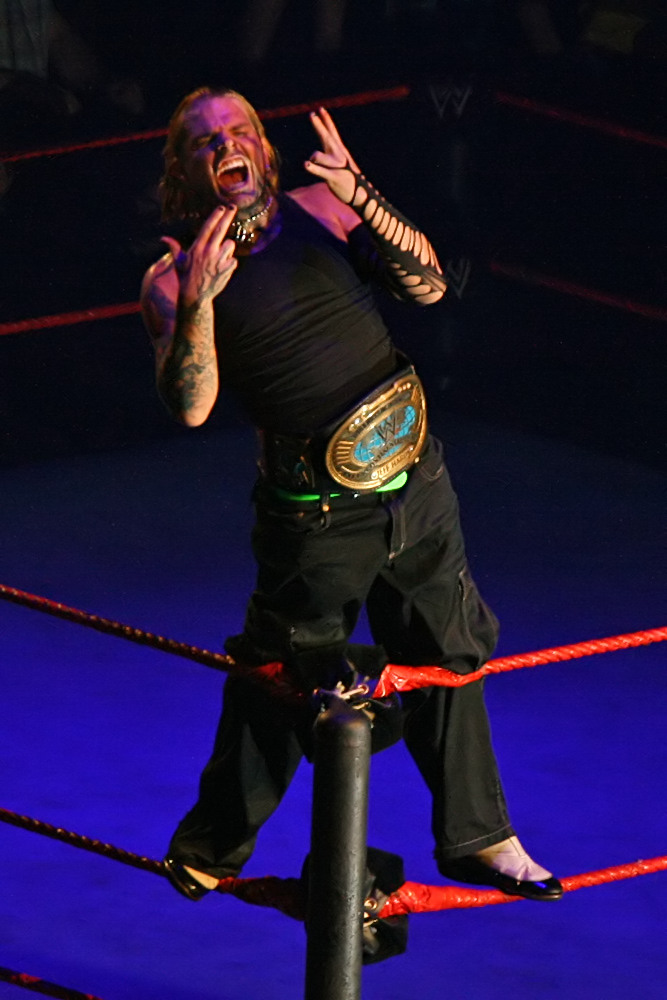
入場時のパフォーマンス（2007年）

2006年8月にWWEと再契約し、SummerSlam 2006翌日のRAWに登場している。RAW登場後は、ジョニー・ナイトロとのIC王座を巡る抗争を展開する。そして10月2日のRAWで自身2度目となるIC王座を獲得した。その後11月5日に行われたCyber Sunday 2006では、カリートの挑戦を受け、王座を防衛している。
そしてその後、ナイトロとの抗争が再び本格化し、11月6日に行われたIC王座戦で一度はメリーナの介入による反則で勝利するものの、エリック・ビショフが登場しNO DQで試合を強制再開させ、ナイトロにベルトで殴られ王座から転落する。
その翌週のRAWでもIC王座戦が行われ、ナイトロの一瞬の隙をつきジェフが勝利し3度目の王座に返り咲いた。

#### 2007年
その後、2007年の1月29日にはザ・グレート・カリとのIC王座戦に臨んだが、カリの長身と怪力には全く歯が立たず、カリの凄まじいチョップを浴び、リング外に転落し10カウントで敗れる。しかしカウントアウトでは王座は移動しないというルールに救われ防衛を果たした。
2月19日のRAWで、WWE会長のビンス・マクマホンがウマガにIC王座に挑むチャンスを与えた。これは、ビンスが当時抗争していたドナルド・トランプへの見せしめに組まれた試合であり、実際に試合が始まるとウマガはサモアンスパイクでジェフを圧倒、IC王座はウマガの物となってしまった。
その後、WrestleMania 23のマネー・イン・ザ・バンク・ラダー・マッチに出場。その試合には破れたが、大会翌日のRAWで行われた10チームバトルロイヤル戦で兄マット・ハーディーと世界タッグ王座を獲得。4月29日のBacklash 2007では、ランス・ケイド＆トレバー・マードック組の挑戦を受け、勝利し防衛する。6月3日のWWE One Night Stand 2007では、ワールド・グレイテスト・タッグチーム（WGTT）とラダー・マッチによる王座戦を行い王座を防衛するが、翌日のRAWでビンス・マクマホンにより王座戦を組まれ、前日の試合でのダメージも影響し、ランス・ケイド＆トレバー・マードックに奪取される。
その後再びIC王座戦線に復帰し、7月22日のThe Great American Bash 2007でウマガの持つIC王座に挑戦するも敗れる。この試合を皮切りに、ウマガとのIC王座抗争が繰り広げられる予定であったが、7月23日のRAWで行われたMr.ケネディとの試合で首と背中を痛め、それが原因でジェフが試合を無断で休んでしまったため（本人は許可を得たと主張している）、WWEから1か月の謹慎処分を言い渡され実現には至らなかった。その後、8月27日のRAWでMr.ケネディとの試合で復帰した。ジェフの復帰に伴い本格的にウマガとの抗争が始まると思われたが、今度はウマガが薬物違反での謹慎処分を受けたために、完全に頓挫してしまった。それに伴い、9月2日のRAWでウマガからIC王座を奪う。
12月16日に行われたArmageddon 2007でトリプルHとの勝者WWE王座挑戦権獲得マッチに勝利し、ロイヤルランブルでランディ・オートンの持つWWE王座に挑戦する権利を得る。これは、ジェフにとって2度目の王座挑戦となる。

#### 2008年
1月27日のRoyal Rumble 2008にてWWE王座戦に臨んだが、ランディ・オートンに敗れ、王座獲得とはならなかった。翌日のRAWではGMのウイリアム・リーガルがNo Way Out 2008にて、WWE王座挑戦権争奪エリミネーション・チェンバー・マッチを行うと発表。ジェフもその出場者に名を連ねることになる。そして、2月17日のNO WAY OUT 2008のエリミネーション・チェンバー・マッチでは、最後の二人まで残るがトリプルHに敗れ、WWE王座挑戦権獲得とはならなかった。その翌日のRAWで、ジーン・スニツキーとのマネー・イン・ザ・バンク・ラダー・マッチ予選試合に勝利し、出場権を獲得した。
3月10日のRAWでクリス・ジェリコにIC王座を奪われる。これは、その直前に薬物違反が発覚し、60日間の謹慎処分（謹慎期間は3月11日から5月11日まで）を受けたための処置であり、WrestleMania24のマネー・イン・ザ・バンク・ラダー・マッチの出場権も剥奪され、欠場することになった。今回のジェフの薬物違反は通算で二度目。WWEは三回の薬物違反で解雇するという規定があるため、再度薬物違反が発覚した場合、WWEから強制解雇になる可能性がある（7月のインタビューで、薬物違反について「自分はファンを裏切ってしまったことを、本当に申し訳ないと思っている」とコメントした。また、週に2、3回ほど採尿検査を受けているとのこと）。
この謹慎中の3月15日に自宅のトレーラーハウスが全焼し、愛犬ジャックが死んでしまうという事故が起きる。ジェフは愛犬がいなくなった時は、WWEの番組収録をサボってまで探しに行くほど溺愛していたため心労で体調を崩した。
5月12日のRAWで無事に復帰を果たし、ファンから大声援を受ける。ファンに復帰の報告している最中にGMでキングのウィリアム・リーガルにウマガとの対戦を命じられるが自らの復帰戦を勝利で飾る。6月23日、RAW3時間特番のドラフトにてSmackDown!へ移籍。WWE王座を巡ってUnforgiven、No Mercy、Cyber Sundayにて同じくドラフトでSmackDown!へと移籍したトリプルHに挑むもいずれも敗北。12月14日のアルマゲドンで行われたエッジ、トリプルHとのトリプルスレットマッチに勝利し、WWE王座を奪取する。

#### 2009年
Royal Rumble前にノースカロライナ州で当て逃げ事故に遭う。その数週間後、「カッティング・エッジ」に出演する際、入場時の花火がジェフに向かって暴発し、また事故に遭う。（いずれもアングル上の出来事）そして、そのRoyal Rumbleでマットの裏切りに遭い王座から陥落する。2月のノー・ウェイ・アウトでのエリミネーション・チェンバー・マッチで王座を取り戻そうとするも失敗に終わる。ロイヤルランブル以降もマットの妨害や挑発は続き、マネー・インザ・バンク戦出場をかけた試合でもマットの乱入により敗北する。その翌週のスマックダウンではリング上でジェフに起きた一連の事故の犯人は自分だとマットが語ったことに激怒し、本格的に抗争を開始する。そして4月5日のWrestleMania 25で対戦、敗れるが4月26日のBacklash 2009で"アイ・クイット"マッチでマットに勝利し雪辱を果たした。その後世界ヘビー級王座の第一挑戦者となったジェフがJudgment Day 2009でエッジをあと一歩のところまで追い詰めたところでまたもやマットの乱入に遭い王座奪取とはならなかった。6月7日のエクストリーム・ルールズでのラダーマッチでエッジに勝利し世界ヘビー級王座を獲得するが、試合後現れマネー・イン・ザ・バンクの権利を行使したCMパンクに敗れ戴冠後すぐに王座を失った。ここからCMパンクとの抗争が開始され、7月26日のNight Of Cnampions 2009でパンクに勝利し世界ヘビー級王者に返り咲く。その後マットが復帰、ジェフに謝罪したためハーディー・ボーイズが再結成され、ジョン・モリソンと共にパンク、ハート・ダイナスティと闘い、全盛期のように見事な連携を見せ、マットがパンクにツイスト・オブ・フェイトを決め勝利。続く8月23日のSummerSlam 2009でパンクとの再戦がTLC形式で行われるが、これに敗れ再び王座から転落する。さらにサマースラム直後のスマックダウンにおいてパンクとの間で敗者はWWEから追放となるスティール・ケージ・マッチが行われ、これにも敗れたジェフはWWEから姿を消すこととなった。（実際はジェフの自身の活動に専念したいという希望による離脱）。離脱した翌日、薬物所持の違反で逮捕された。ジェフはこの容疑を否認している。

### TNA

#### 2010年
2010年1月4日、TNA・iMPACT!にてX Divisionレスラーによるスティールアサイラムマッチ終了後、観客席から突如現れてレスラー達を襲撃し、金網の天井へと駆け上がると観客から大歓声で迎えられた。3月8日、復帰戦をAJスタイルズとノンタイトルマッチを行う事になり、アビスが立会人となり、スタイルズのセコンドに就いたリック・フレアーの介入に苦戦しながらも勝利した。同月には新たにTNAに入団して来たロブ・ヴァン・ダムと一時的に共闘してTNA世界ヘビー級王座獲得へと照準を絞るが、結果的にはロブ・ヴァン・ダムにベルトを譲る形になった。
9月5日、PPVであるNo Surrender 2010にてロブ・ヴァン・ダムが返還したTNA世界ヘビー級王座を巡る挑戦者決定戦にカート・アングルと対戦するも時間切れでの引き分けという結果に終わり、翌6日のiMPACT!にて再戦するも両者KOという形になった。この事からジェフとアングル、両者共に王座戦の挑戦権を得た。
10月10日、PPVであるBound for Glory 2010のメインイベントにてカート・アングル、ミスター・アンダーソンとの3wayでTNA世界ヘビー級王座戦を行い、終盤に乱入して来たハルク・ホーガンが持ち込んだ松葉杖を受け取るとミスター・アンダーソンを殴打してフォールを奪い、電撃的なヒールターンを果たすと同時にTNA世界ヘビー級王座を奪取した。

#### 2011年
2011年1月4日、当時TNAと提携していた新日本プロレスに初参戦する事になり、年間最大のイベントであるレッスルキングダムV in 東京ドームに出場。内藤哲也とTNA世界ヘビー級王座戦を行って勝利し、防衛を果たした。
同月9日にPPVであるGenesis 2011においてミスター・アンダーソンに敗北し、ベルトを失うが、2月13日のPPV、Against All Odds 2011で行われたラダー・マッチにおいてミスター・アンダーソンに勝利して再びベルトを奪い返してみせた。しかし、24日にはスティングにベルトを奪取され、TNAヘビー級王座は目まぐるしく王座移動を展開した。
スティングからベルトを奪われて以降、TNA世界ヘビー級王座戦線から離脱し、ジェフ・ジャレットと抗争を展開。11月13日、PPVであるTurning Point 2011にてジャレットとのシングルマッチで開始5秒で勝利する快挙を見せるも、レフェリーの裁定に憤慨したジャレットが抗議し、再戦するも返り討ちにして見せた。

#### 2012年
2012年1月8日、PPVであるGenesis 2012にてTNA世界ヘビー級王者であるボビー・ルードに挑戦するが反則裁定による勝利にはなったもののベルトの移動はされなかった。同月12日に再戦するも今度はジェフがルードに反則行為を行いノーコンテストとなった。この一件によりルードとはベルトを巡って長期抗争に展開するも結局王者になる事ができずに終わった。
6月より開始されたBound for Gloryシリーズにエントリーして順当に勝利点を稼ぎ、9月9日のPPV、No Surrender 2012にて
準決勝でサモア・ジョー、そして決勝でブリー・レイから勝利して優勝を果たすと同時に、TNA世界ヘビー級王座挑戦権を手に入れた。そして10月14日、Bound for Glory 2012にて世界ヘビー級王者であるオースチン・エイリースに挑戦して勝利し、3度目の王座を戴冠した。

#### 2013年
TNAヘビー級王座戴冠後、エイリースとルードとベルトを巡って抗争を展開するも防衛して見せたものの、3月10日のPPV、Lockdown 2013にてブリー・レイとTNA世界ヘビー級王座戦を行うが、ヒールユニットであるエイシズ・アンド・エイツのディーボンの介入によりハンマーを手にしたブリーから不意打ちを喰らって敗戦し、ベルトを奪われてしまった。
王座陥落後、ベビーフェイスのレスラーたちとエイシズ・アンド・エイツと抗争するも数の多さにいいようにやられてしまい、ノー・ディスクリエーションマッチやハンマー・アボーブ・ザ・リング・ラダーマッチなど多種多様なデスマッチを行っても圧制されてしまった。6月から開始されたBound for Gloryシリーズでも不調が続いて31点という結果に終わった。10月20日、PPVであるBound for Glory 2013ではX Division王座を賭けたアルティメットXマッチに出場するもベルトを奪取するに至らなかった。
11月、TNAヘビー級王座を保持するAJスタイルズがベルトを持ったまま団体を離脱したために急遽開催されたTNA暫定ヘビー級王座獲得トーナメントに出場。2014年1月1日、決勝でマグナスと対戦するもGMであるディクシー・カーター率いるチーム・ディクシーの介入により敗戦し、戴冠するに至らなかった。

#### 2014年
2013年後半よりGMであるディクシー・カーター率いるチーム・ディクシーと抗争を展開していたものの、2月にTNA離脱を宣言した。しかし、3月9日にPPVであるLockdown 2014にてキャリア初期に使用していたウィロー（Willow）として登場し、メインイベントであるリーサルロックダウンマッチでチームMVPの勝利に貢献した。
3月13日、iMPACT Wrestlingにてリング上でマイクアピールをしていたイーサン・カーター3世 & ロックスター・スパッドに乱入し、スパッドを痛めつけた事から抗争を開始。4月3日にはブリー・レイと共闘してテーブルズタッグマッチを行うも敗戦。17日には1対2でのハンディキャップ式テーブルマッチを行うも勝利してみせ、27日のPPV、Sacrifice 2014ではカート・アングルと組んでカーター & スパッドとのタッグマッチで勝利した。
5月8日、新たにマグナスとの抗争を開始する事になるが、マグナスの相棒であるダーティーファイトを信条とするブラムに襲撃されてしまった。以降、マグナス & ブラムとの対戦においてブラムに唆されて凶暴化したマグナスに対してまともに対戦できなくなり、ブラムからも依然として襲われてしまう事から6月15日のPPV、Slammiversary XIIにてマグナスとのシングルマッチで対抗策としてアビスを呼び寄せてブラムと対峙させるも油断していたところに隙を突かれて敗戦した。6月26日、決着戦としてアビスと組んでマグナス & ブラムと凶器使用ありのノー・ホールズ・バードマッチを行い、試合後半にポスト上段に登ったところをマグナスから椅子を投げつけられ、鉄線で覆われたテーブルへと落下して失神。そしてアビスは愛用の釘板を奪われてブラムから攻撃されて倒れ、フォールを取られて敗戦となった。
7月10日、TNA世界ヘビー級王座挑戦者決定20人バトルロイヤルマッチにてジェフ・ハーディーとしてアングル上復帰を果たし、最後にエリック・ヤングにポスト上からドロップキックを決めて脱落させて優勝し、挑戦権を手に入れた。そして17日にTNA世界ヘビー級王者であるボビー・ラシュリーに挑戦するも敗戦し、ベルトを奪取するに至らなかった。
7月31日、TNAに復帰したマットとのハーディー・ボーイズでTNA世界タッグチーム王座を保持するザ・ウルブズ（エディ・エドワーズ & デイビー・リチャーズ）と対戦するも敗戦となった。

#### 2015年
ザ・レヴォリューションとのTNA世界タッグ王座戦の最中に鉄階段に頭から強打し一時的に離脱するも、2か月後に復帰しザ・レヴォリューションのリーダーのジェームス・ストームとの金網戦で見事勝利。
3月16日、TNA世界タッグチーム王座アルティメットXマッチでマットと共にTNA世界タッグチーム王座獲得。しかし、一か月後に事故で骨折してしまい、王座を返上する。（返上役はマットが行った。）
6月29日にまだ試合が出来ないながらもリングに立ち、マットvsEC3とのTNA世界ヘビー級王座戦をフル・メタル・メイヘムにすることを発表するもマットが敗北。更に2度目の対戦の時に「マットが負けたら、ジェフはEC3側に入らせる」という条件があり、マットが負けてしまったため強制的にEC3側に入られてしまう。EC3に命令されるも、全部拒否をしていたため、EC3から解雇を言い渡される（アングル上）。しかし、翌週ディクシーがジェフを復帰させ、TNA・バウンド・フォー・グローリーのTNA世界ヘビー級王座戦（EC3vsギャロウェイvsマット）の特別レフェリーに任命。レフェリングは公平ながらも、EC3の反則行為を無視し、EC3が自身に手を出した直後にツイスト・オブ・フェイトを放つ。試合はマットがギャロウェイにツイスト・オブ・フェイトを放ち、勝利。試合後、父とマットの妻レビー・スカイとその子供と共に兄を祝った。

#### 2016年
ヒールターンしたマットと再び抗争。3月15日の3wayマッチ形式TNA世界ヘビー級王座戦で敗れたが、4月19日でのアイクイット戦で勝利。その後、自身の元に偽ウィローが3体出現。5月17日にリング上でマイクを持ったウィローがマスクを外した姿こそがマットであった。その後はブロークン化した（壊れた）兄を救うべく、ハーディーの名を賭けた「The Final Deletion」（マット・ハーディー家で行われるどこでもフォールできるハードコアマッチ）で対決。終盤、マットにスワントーンをしようとした際、マットが雷を呼び起こし、直撃してしまい敗戦。以降は「ブラザー・ニーロ」に改名されてしまった。
改名されて以降も抵抗したが、8月16日に行われたトラビナル（バラカ&ダックスwithアル・スノー）戦後に、トラビナルを攻撃。高笑いしながら、自身も狂ってしまった。その後は8月18日に行われた次期タッグ挑戦権を賭けたラダー・マッチに出場し、勝利。当時、同じ怪奇系だった「ディケイ」（アビス、クレイジー・スティーブ、ローズマリー）が王者だった為、怪奇系同士の抗争に発展。ローズマリーがマットの自宅に忍びこんだり、マット家で行われた「Delete or Decay」が行われるなど、本格的なホラー展開に発展。「バウンド・フォー・グローリー」に行われた王座戦も「The Great War」と称されており、試合途中から場外戦に発展したが、終盤から会場に戻り、最後はスワントーンボムで勝利し、ベルトを奪還した。
ディケイとの抗争後は、新たな怪奇系「DCC」（ジェームス・ストーム、ブラム、キングストン）と抗争。その抗争途中にてマットが高いところから落ちた衝撃で記憶喪失になってしまい、王座戦も危うくなったが、マットの記憶が蘇り、王座戦も難なく防衛する。
12月8日にて、マットが見た夢を元に、マットの家の特設リング上で行われるPPV「Total Nonstop Deletion」を発表。翌週に実現し、自身はイッチウィードでのキャラとその大会のメインイベントである「Tag Team Apocalypto」（まず、4チームが対戦をし、その後時間差で、新たなチームを追加。最終的に残ったチームが王座獲得）に出場。どちらも勝利を果たす。

#### 2017年
自分達の持つベルトを賭け、他団体のベルトを獲るという「Expedition of Gold」を開始するも、新たなスポンサー会社との契約更改に合意できず、2月27日に退団。それぞれ獲ったベルトもすべて返上した。

### ROH

#### 2017年
2017年3月4日、ヤング・バックス vs リオ・ラッシュ & ジェイ・ホワイトのROH世界タッグ王座戦後に、突如リングに登場。その後、行われた2度目のROH世界タッグ王座戦にて、ヤング・バックスを破りROH世界タッグ王座を奪取。試合後、ROHと短期契約したことを発表。4月1日、ヤング・バックスとのラダー・マッチに敗戦し、王座陥落。

### WWE

#### 2017年
2017年4月2日、WrestleMania 33にてWWE・ロウ・タッグ王座争奪フェイタル4wayラダーマッチにマットとのタッグでサプライズ登場を果たす。終盤にマットがカール・アンダーソンとラダー上で競いツイスト・オブ・フェイトを決めると自身はセザーロとシェイマスにスワントーンボムを決め、最後にマットがベルトを獲得して王者となった。その後はセザーロ & シェイマスやザ・ミズとミズトラージ（ボー・ダラス & カーティス・アクセル）と抗争。終了後は自身の古傷を完治するため、長期欠場に入る。

#### 2018年
2018年4月9日、RAWにて復帰を果たす。同月16日、RAWにてWWE Superstar Shake-upよりSmackDown Liveから移籍してきたWWE US王座を保持するジンダー・マハルに挑戦。終盤にマハルのサンズ・オブ・タイムを防ぐとツイスト・オブ・フェイトからスワントーンボムへと繋いで勝利。ベルトを奪取した。

#### 2019年
2019年4月9日、SmackDown LiveでハーディーボーイズとしてWWE・スマックダウン・タッグ王者チームのウーソズに挑戦。終盤にウーソズのダイビング・ボディ・プレスを阻止するとジェイ・ウーソにマットのツイスト・オブ・フェイトから自身のスワントーンボムへと繋げて勝利。王座を戴冠した。

#### 2020年
8月21日、AJスタイルズが保持するインターコンチネンタル王座に挑戦し、見事奪取に成功。その後、中邑真輔を相手に防衛戦を行い勝利を収めたが、試合後にサミ・ゼインの襲撃に遭う。

#### 2021年
12月、リハビリ施設への入所を拒否したため、WWEを解雇された。

### AEW

#### 2022年
3月、AEWのリングへ、兄のマットを助ける形でリング上へ現れる。また場外で高所からスワントーンボムを華麗に決めてマットをアシストするなど、健在ぶりを見せる。 6月に飲酒運転で逮捕（通算５度目）され、リハビリのため欠場が続いていた。

## 得意技

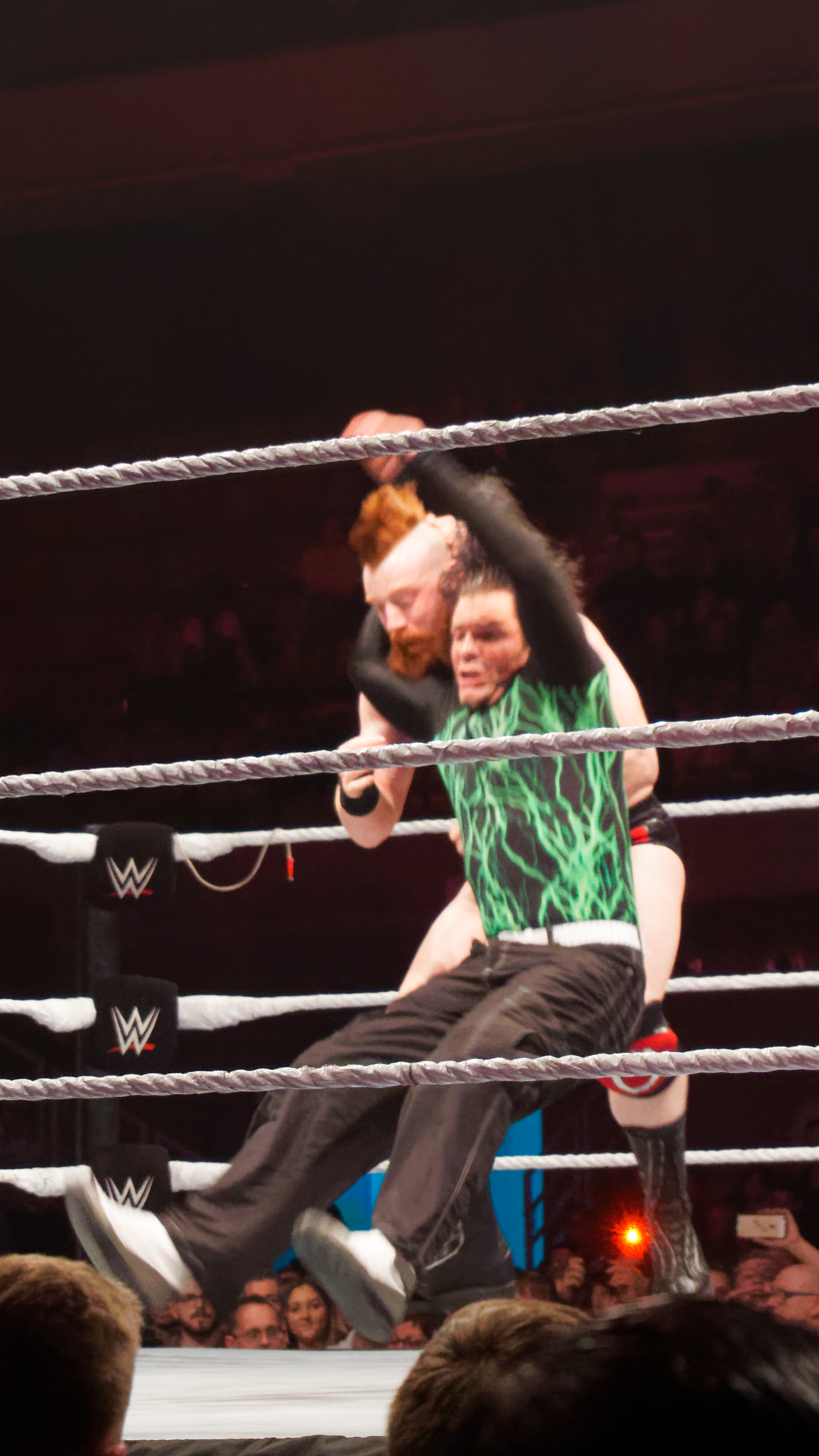
スタナー・ツイスト・オブ・フェイト

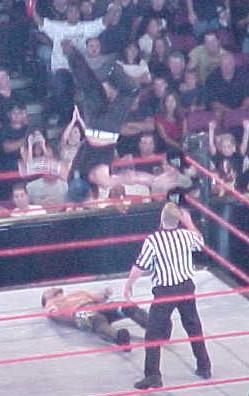
スワントーンボム

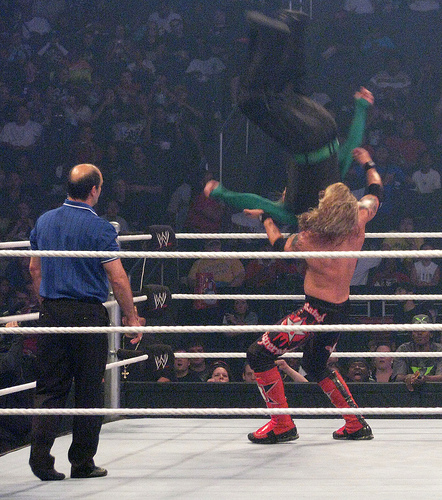
ウィスパー・イン・ザ・ウィンド

### フィニッシュ・ホールド

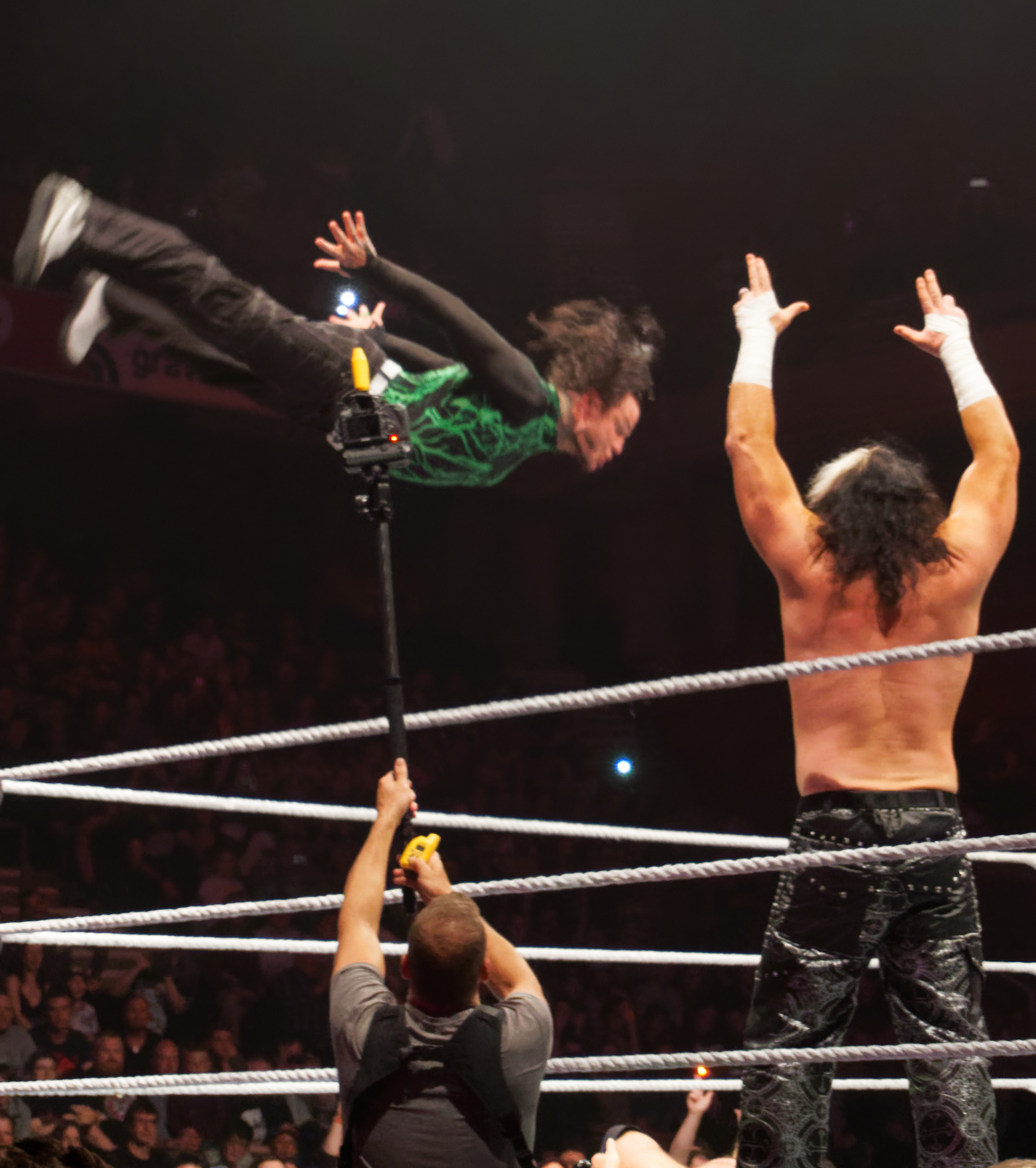
スワントーンボム
フィニッシュ・ムーブ。
オリジナルはグレート・サスケのセントーン・アトミコであり、ジェフが若手時代に見た海賊版で参考にしたと説明している、仰向けの状態の相手の胴体に空中で体を回転させて背中から落ちる飛び技。体重の乗り方が非常に危険な技の為、サスケのみちのくでも禁止技とされた程だが、ジェフは本人にもさらに危険が及ぶラダーの上やバルコニーから行うこともある。技名は、その美しさからジム・ロスがジェフのセントーンボムをハクチョウに形容したことによる。

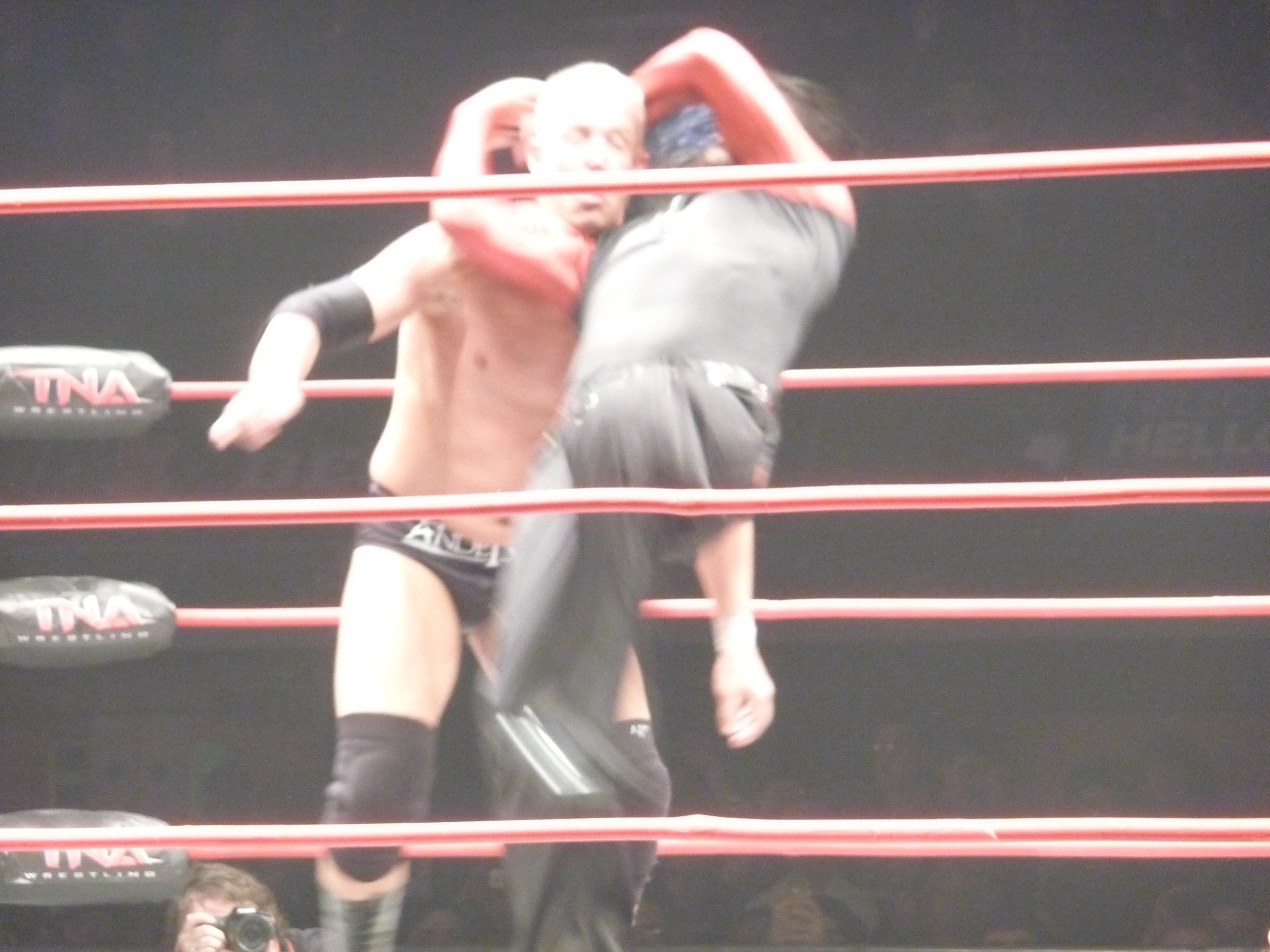
ツイスト・オブ・フェイト
アティテュード時代はあまり使っていなかったが、2006年のWWE復帰時から頻繁に使うようになった。
スタナー・ツイスト・オブ・フェイト
ジェフ・ハーディーのオリジナル技。
DDTの体勢で相手の頭部を左脇下に抱え込み、自ら反転すると同時に両手で頭部を右肩に固定し、シットダウンして右肩に顔面を打ちつけるツイスト・オブ・ヒューリー式で繰り出す変形スタナー。
エクストリーム・ツイスト・オブ・フェイト
ジェフ・ハーディーのオリジナル技。
リバースDDTの体勢からツイスト・オブ・フェイトのモーションでネックブリーカーのように落とすエクストリーム・ツイスト・オブ・フェイトなどがある。

### 打撃技
ウィスパー・イン・ザ・ウィンド
カウンターの飛び技。相手にコーナーに振られて追いかけられた場合に使う。振られた勢いで素早くコーナーに駆け上がり、反転しつつ伸身式のローリングセントーンを、追いかけてきた相手に当てる。
ハーディヤック・アレスト
コーナーに寄りかかった相手をコーナーの下に座り込ませ、コーナーから伸びる1本のトップロープを両手で掴む。そのあとセカンドロープに片足を乗せて両足を後ろに振り上げるようにジャンプし、ロープから腕を離しながら振り下ろした両足で相手の顔面へ打ち下ろし気味の低空式ドロップキックを叩き込む。相手の顔の前に折り畳んだラダーを立てかけて技を放つこともある。
レッグ・ドロップ
相手の足を持って、自身の足を内股にしてから軽く飛び、足を股間や腹に落とす。
シットダウン式チンクラッシャー
相手の顎を頭にかけ、自身が尻餅した瞬間に相手がダメージを喰らう。

### 投げ技
変型フェイス・バスター
ブレーン・バスターの体制で相手を持ち上げた後、開脚してXファクターの形で前に落とす。Rトゥルースの使う「トゥルース・コンヴィクション」も同型。
コンプリートショット
タイガーネックチャンスリーのようなモーションで技を決める。WWEに復帰後は、同系等の技をアンダーテイカーが使うためか一度も使用していない。
スリーパードロップ
主にカウンターで使用。ジェフはモーションが独特で、フラッシュバックと呼ばれる顎を決めて落とすのともまた違い、自身の腕の長さも上手く使いランニングネックブリーカードロップとの複合技のような形で使う。
ロシアン・レッグ・スウィープ
ジェフは放った後に相手の両足を持って、そこへレッグドロップを放ち、フォールする。

### 飛び技
ボディ・プレス
イベント・オメガやエプロン上から場外にいる相手に放つ技。WWEでは、セーフティーウォールの上から向かっていく。
プランチャ・スイシーダ
トップロープを使い、場外にいる相手に放つ技。飛び方も独創的である。
ダイビング・レッグ・ドロップ
兄と同じように叫ぶが、主にラダーの頂点からテーブル上にいる相手に向かって放っている。

### 関節技
スパイン・ライン
仰向けになった相手の両足を交差させるように固め、相手の両足首を右脇に抱え込み、逆エビ固めの形で決める。

## タイトル歴
WWE
- WWE王座 : 1回
- WWE・世界ヘビー級王座 : 2回
- WWE US王座 : 1回

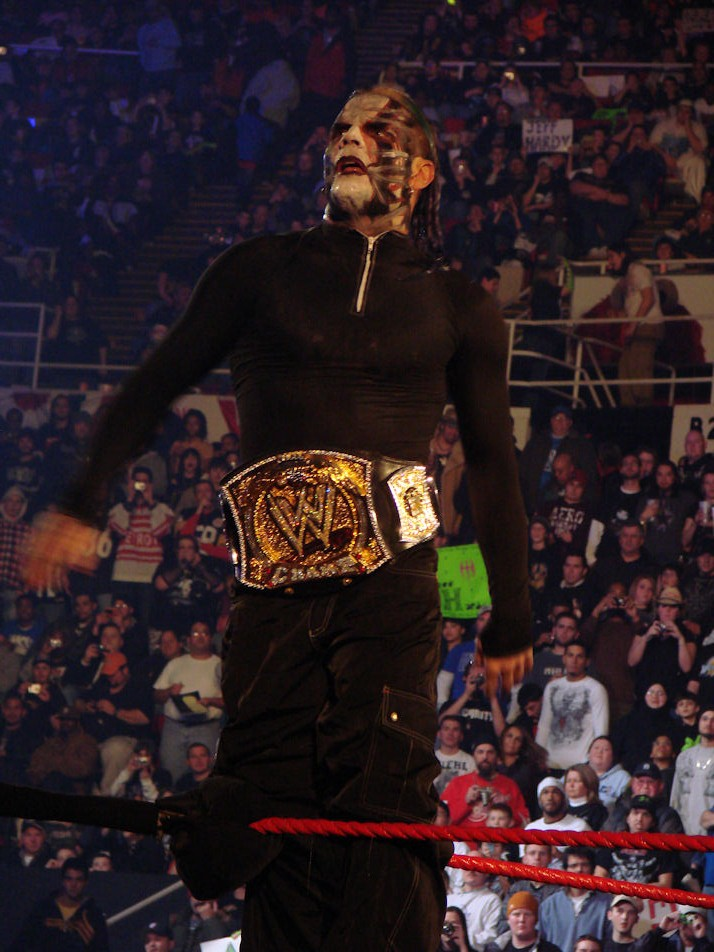
WWE王座

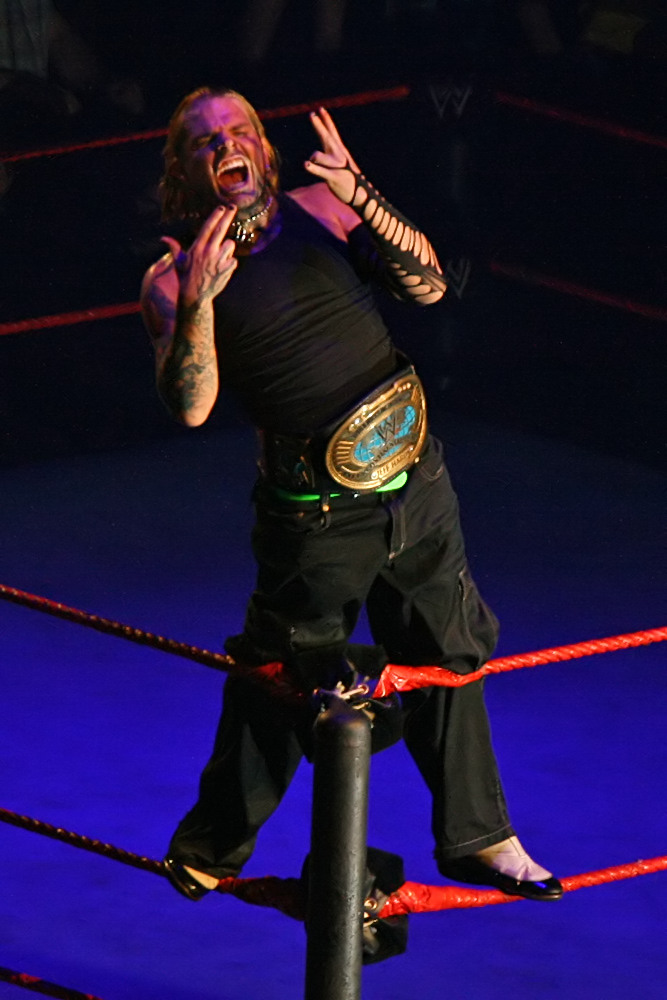
WWE IC王座

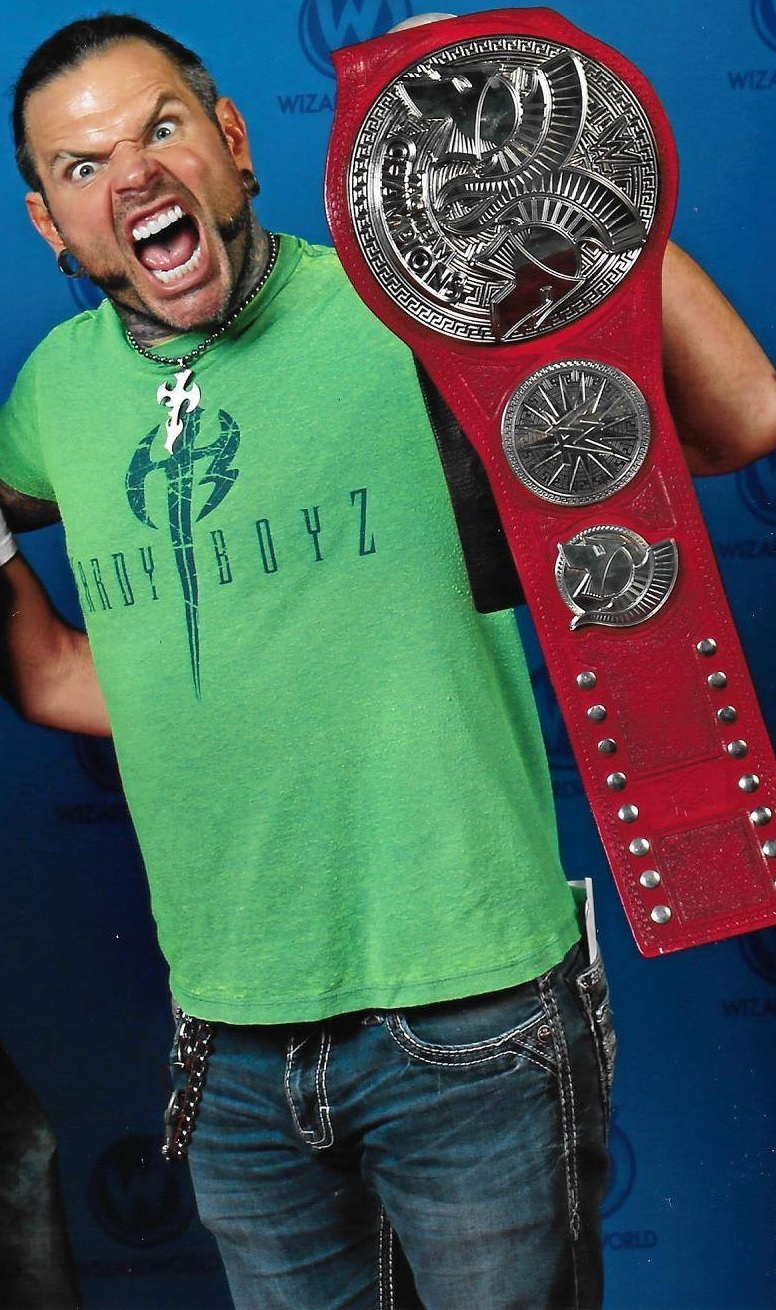
WWE・ロウ・タッグ王座

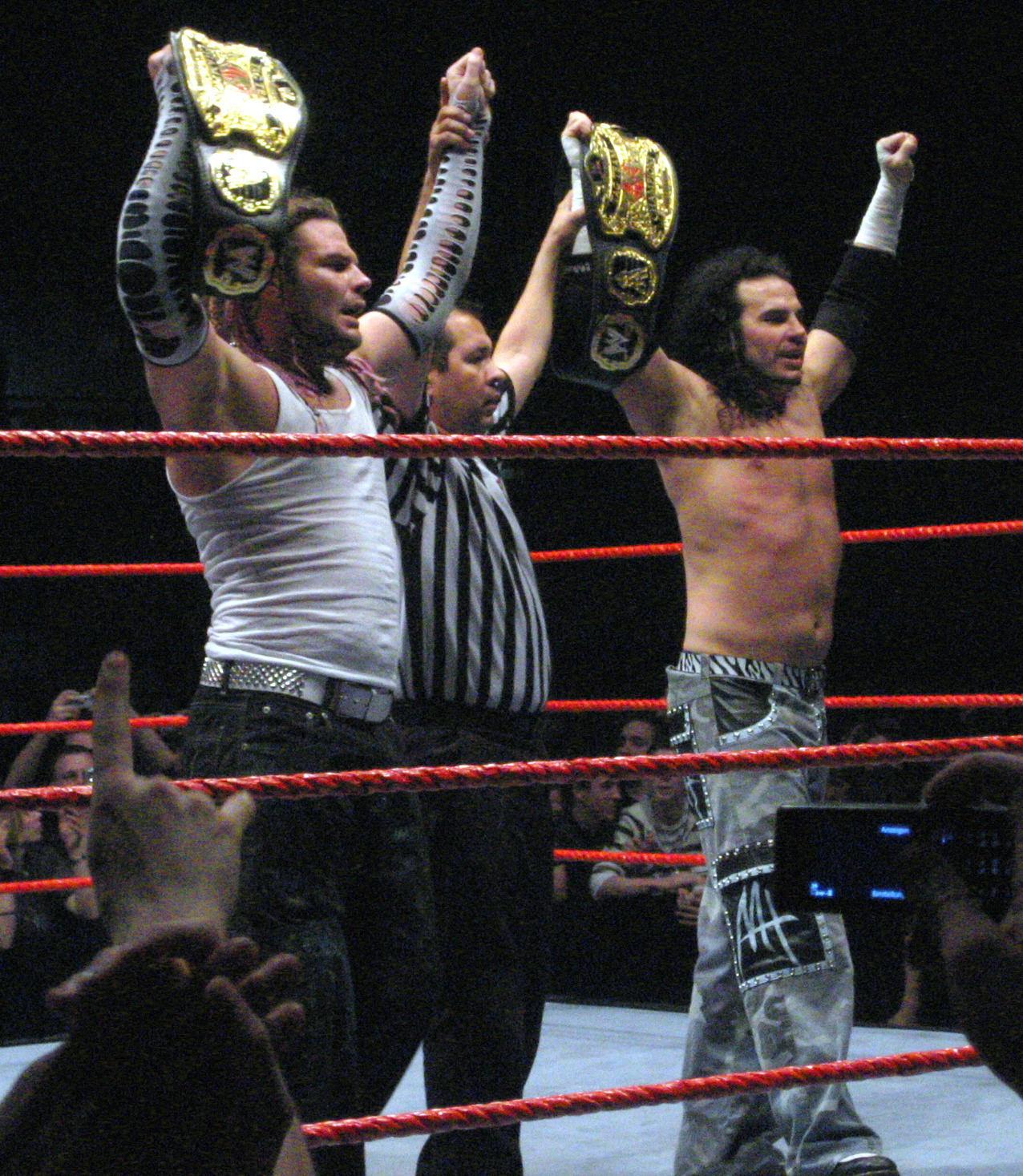
WWE世界タッグ王座

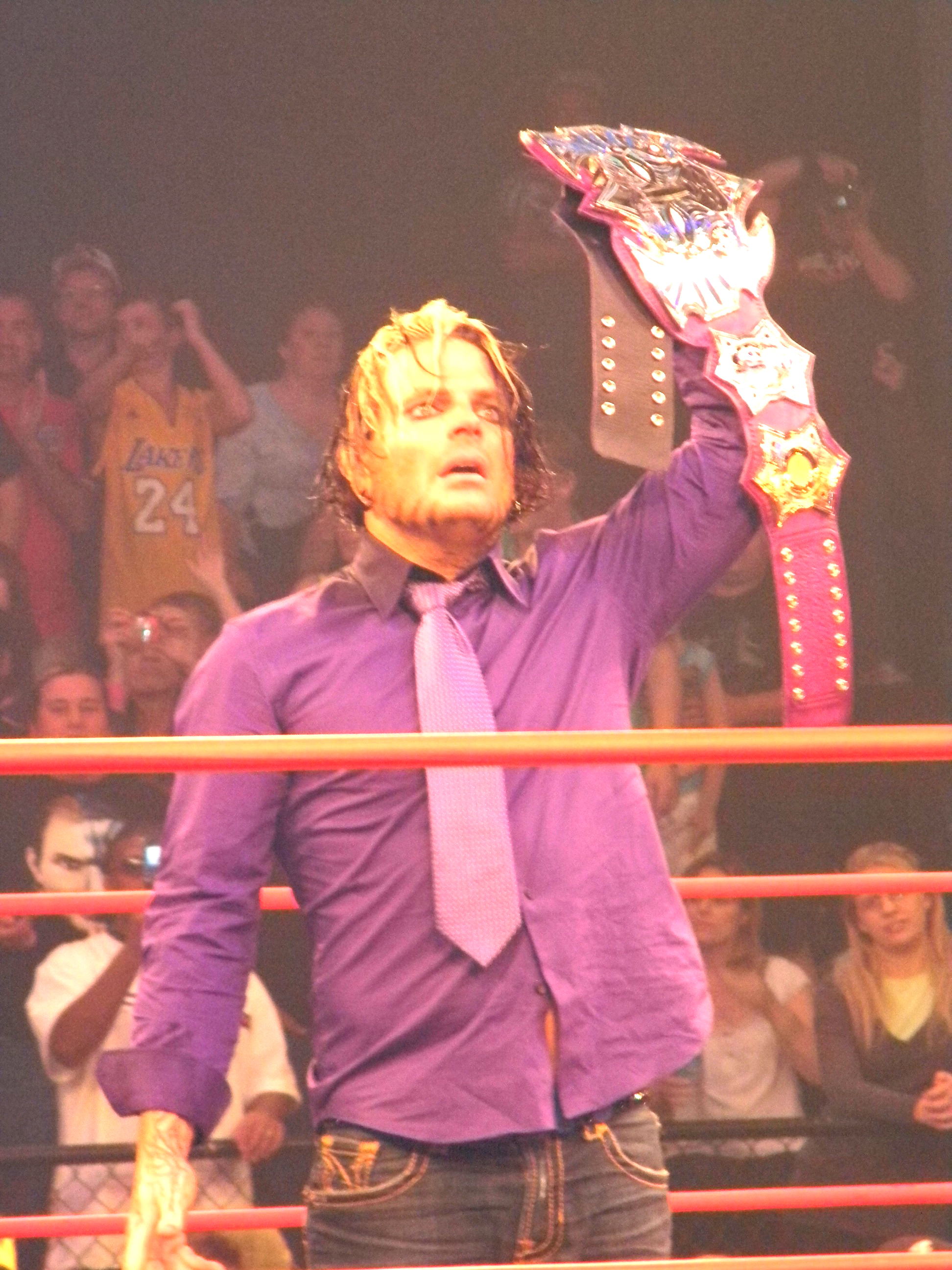
TNA世界ヘビー級王座

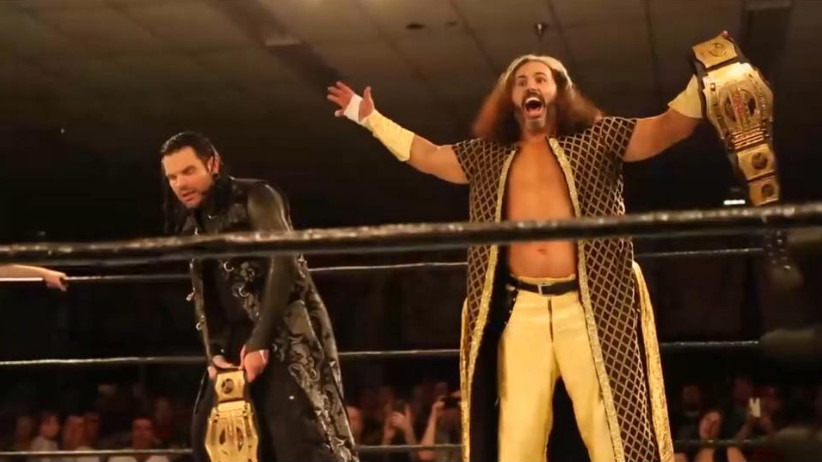
TNA世界タッグチーム王座

- WWE世界タッグ王座 : 6回（w / マット・ハーディー）
- WWE・ロウ・タッグ王座 : 1回（w / マット・ハーディー）
- WWE・スマックダウン・タッグ王座 : 1回（w / マット・ハーディー）
- WCWタッグ王座 : 1回（w / マット・ハーディー）
- WWE IC王座 : 5回
- ヨーロピアン王座 : 1回
- ハードコア王座 : 3回
- ライトヘビー級王座 : 1回
- グランドスラム達成（2008年）
- トリプルクラウン達成（2008年）

TNA
- TNA世界ヘビー級王座 : 3回
- TNA世界タッグチーム王座 : 4回（w / マット・ハーディー）

ROH
- ROH世界タッグ王座 : 1回（w / ジェフ・ハーディー）

OMEGA
- OMEGAヘビー級王座 : 1回
- OMEGAタッグ王座 : 1回（w / マット・ハーディー）
- OMEGAニューフロンティア王座 : 1回

MCW
- MCWタッグ王座 : 1回（w / ジェフ・ハーディー）

NCW
- NCWライトヘビー級王座 : 1回

NDW
- NDWライトヘビー級王座 : 1回
- NDWタッグ王座 : 1回（w / マット・ハーディー）

NFWA
- NFWAヘビー級王座 : 1回

NEW
- NEWジュニアヘビー級王座 : 1回

NWA 2000
- NWA 2000タッグ王座 : 1回（w / マット・ハーディー）

UWA
- UWA世界ミドル級王座 : 1回（第33代）

## 入場曲
- Loaded

WWEで1999年から現在まで使用している入場曲。ハーディー・ボーイズの入場曲だが、ジェフ単独の入場曲としての知名度の方が高い。2008年から2009年にかけては下記のNo More Wordsに変わったが、3度目のWWE復帰の際にこの曲に戻った。インディー団体等での入場の際も使用。
- No More Words（EndeverafteR）

2008年から2009年にかけて使用されたWWEでの入場曲。
2020年、WWEとの契約延長の際、観客が戻ってきた際再び使用することを条件の1つに含めた。
2021年夏に観客が戻ってきたことにより、現在再び使用されている。
- Tourniquet

ROHでの使用曲。
- Beyond the Wall
- Modest
- Another Me
- Immortal Theme
- Resurrected
- Simlilar Creatures
- Time & Fate
- Willow's Way

ウィロー時の使用曲。
- Reptillian

TNAでのタッグの使用曲。
- Placate

TNAでの使用曲。
- Obsolete（Acapella loop）

TNAでの使用曲。
- Obsolete Suite
- Endogeny
- Obsolete
- Dead and Bloated